# 今治地域地場産業振興センター
今治地域地場産業振興センター（いまばりちいきじばさんぎょうしんこうセンター）は、愛媛県今治市旭町にある施設。タオルや造船などの今治地域の地場産業の総合的な振興を図る目的で設立され、展示ホールや貸会議室、インキュベーション施設などが設置されている。一般財団法人今治地域地場産業振興センターが管理・運営を行っている。
建物は今治商工会議所と接続されており、今治市出身の丹下健三が設計を行っている。

## 施設

### 地下1階
- 駐車場

### 1階
- 展示ホール（626.3m2）

### 2階
- ビジネス・交流サロン
- 大会議室（111.7m2）
- 中会議室（76.8m2）
- 小会議室（59.2m2）

### 3階
- 技術センター
- 情報交換室

### 4階
- 第1研修室（185.6m2）
- 第2研修室（163.3m2）

### 5階
- IBIC（今治ビジネス・インキュベーションセンター）
  - 起業家に対して、ビジネス支援サービスやオフィススペースの提供を行っている。

## 周辺
- 今治商工会議所
- 今治市消防本部・消防署
- 今治国際ホテル
- 徳島大正銀行今治支店
- ハローワーク今治
- 愛媛県東予地方局今治支局

## アクセス
- 瀬戸内運輸（せとうちバス）今治国際ホテル停留所から徒歩約5分。
- JR予讃線今治駅から徒歩で約10分。